# Minor Field Studies
Minor Field Studies (MFS) är ett stipendium från Sida för att utföra fältstudier i utvecklingsland.